# Líneas Aéreas Suramericanas
Líneas Aéreas Suramericanas (LAS Cargo) fue una aerolínea de carga colombiana. Realizaba vuelos regulares chárter de carga y carga doméstica e internacional a Sudamérica, Centroamérica, México y el Caribe. Su base estaba en el Aeropuerto Internacional El Dorado, Bogotá.

## Historia
La aerolínea fue fundada en 1972, y fue creada con el nombre de AeroNorte, empleando aviones Curtiss C-46. En 1975 inicia el transporte de carga a nivel nacional y adquiere un avión Douglas DC-6. 
La empresa cambia su nombre el 11 de julio de 1985 a Líneas Aéreas Suramericanas Limitada, y adquiere un avión CL-44 para realizar operaciones a Norteamérica. Comenzó operaciones entre Bogotá y Panamá en 1987, al adquirir un avión Caravelle.  
En 1991, adquiere el primero de los Boeing B727-100. En 2001, adquiere dos DC-9, para mayor cubrimiento nacional. En  2002, adquiere dos Boeing 727-200, equipados con turbinas JT8D-15 y JT8D-17. 
En 2005 adquiere su cuarto Boeing B727-200, y para entonces ya habían construido dos hangares propios. A finales de 2008 adquiere dos Boeing 727-200 Super27. En 2013 se convierte en miembro de la IATA.
En 2014 actualiza su imagen corporativa, lo que incluyó un nuevo logo y nuevo diseño para su flota de aviones.
Adicionalmente, el 13 de julio de 2016 Boeing anunció la adquisición de dos aeronaves B737-800BCF por parte de LAS CARGO.Sin embargo, el pedido nunca llegó a materializarse.
En 2019 recibe su primer Boeing 737 Classic, un Boeing 737-300(SF) y en diciembre de 2021 una segunda aeronave de modelo Boeing 737-400(SF).
En julio de 2023 la aerolínea, endeudada por un monto de 68.859 millones de pesos colombianos (unos 17 millones de dólares), deja su último avión operativo, un Boeing 737-400SF (HK-5385) en tierra y suspende operaciones. Su página web, lascargo.com ya no se encuentra operativa.

## Flota histórica

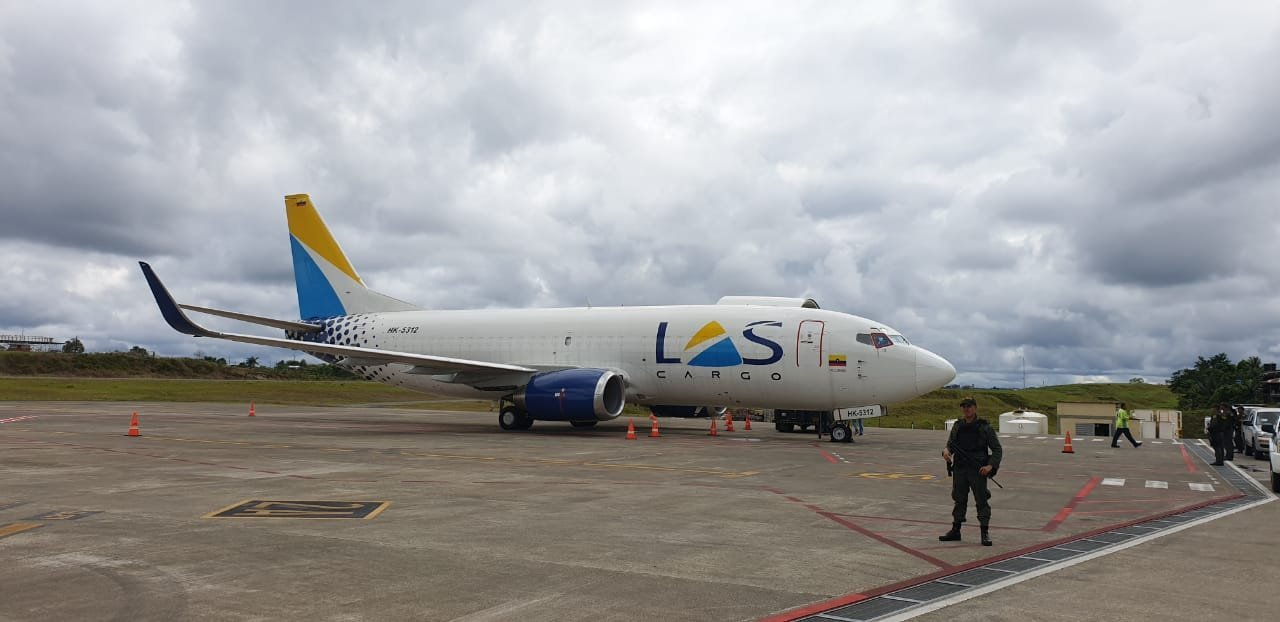
Boeing 737-300(SF) de Líneas Aéreas Suramericanas (2019)

La flota de la aerolínea estuvo compuesta por las siguientes aeronaves:

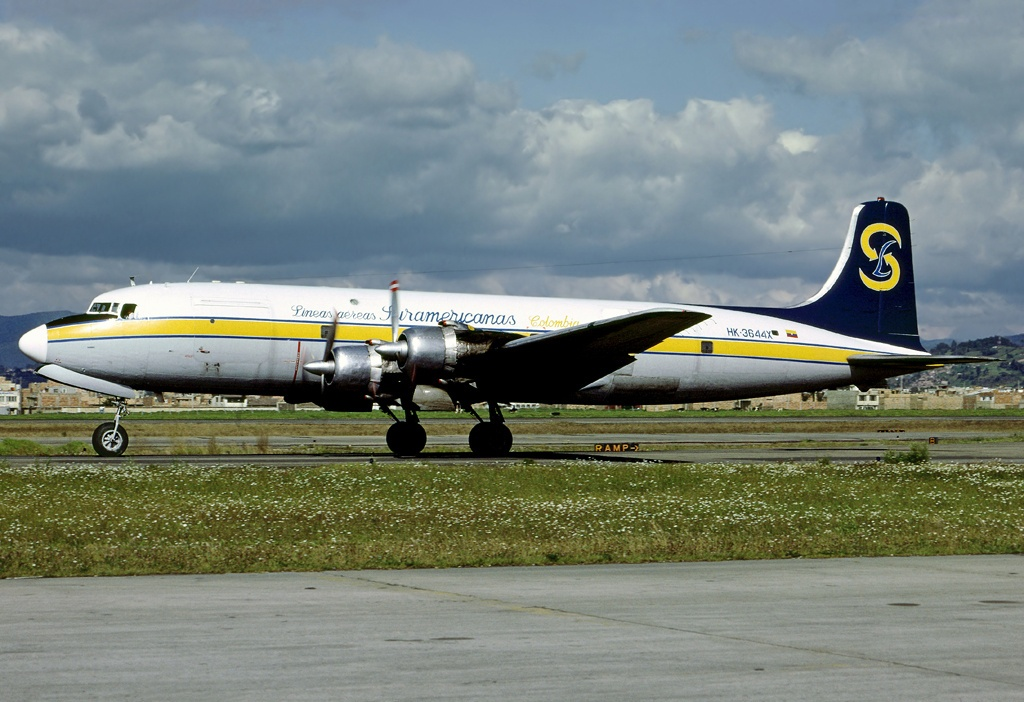
Douglas DC-6 de Líneas Aéreas Suramericanas (1999)

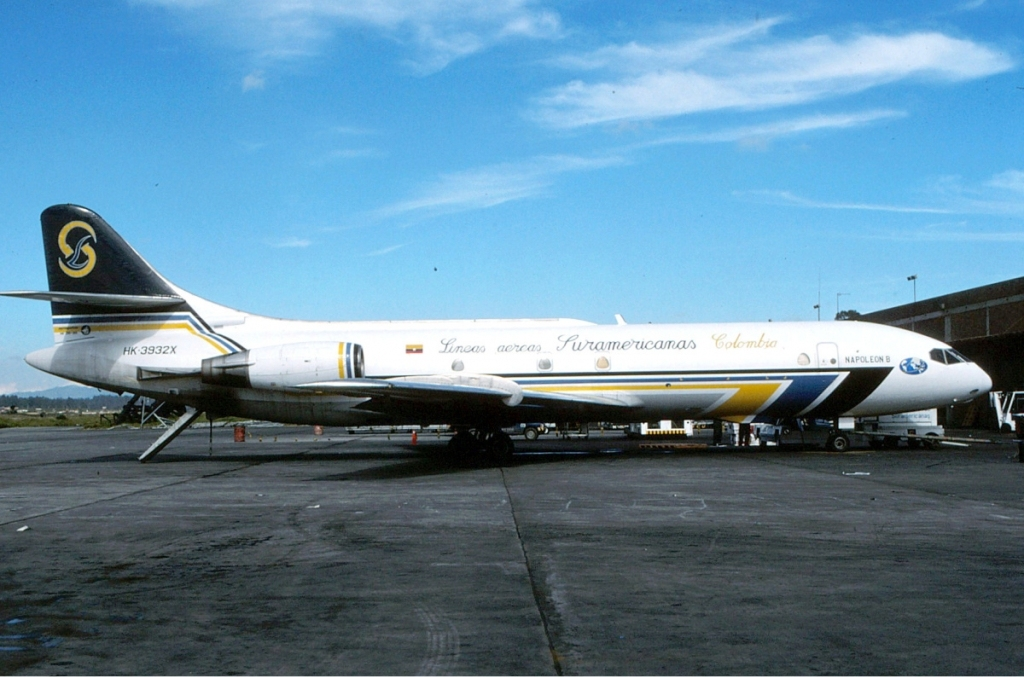
Sud Aviation Caravelle de Líneas Aéreas Suramericanas (1996)

| Aeronaves               | Total | Introducido | Retirado | Matrículas                                                  |
| ----------------------- | ----- | ----------- | -------- | ----------------------------------------------------------- |
| Boeing 707C             | 1     | 1993        | 1993     | HR-ANG                                                      |
| Boeing 727-100F         | 5     | 1993        | 2021     | HK-3814X, HK-4154, HK-1271, HK-1273 y HK-3745               |
| Boeing 727-200F         | 5     | 1993        | 2022     | HK-4261, HK-4262, HK-4401, HK-4637 y HK-4636                |
| Boeing 737-300SF        | 1     | 2019        | 2023     | HK-5312                                                     |
| Boeing 737-400SF        | 1     | 2021        | 2023     | HK-5385                                                     |
| Canadair CL-44          | 1     | 1984        | 1988     | HK-3148X                                                    |
| Curtiss C-46 Commando   | 6     | 1971        | 1993     | HK-2716, HK-75, HK-750, HK-1856, HK-851 y HK-791            |
| Douglas DC-3/C-47       | 2     | 1976        | 1980     | HK-329 y HK-122                                             |
| Douglas DC-4/C-54       | 3     | 1971        | 1988     | HK-1808, HK-728 y HK-1028E                                  |
| Douglas DC-6/C-118      | 4     | 1982        | 1999     | HK-3644X, HK-1276, HK-1700 y HK-1776                        |
| Douglas DC-7            | 1     | 1972        | 1973     | HK-1300                                                     |
| McDonnell Douglas DC-9F | 2     | 2002        | 2008     | HK-4245 y HK-4246X                                          |
| Sud Aviation Caravelle  | 6     | 1983        | 2002     | HK-2597X, HK-2598X, HK-3932X, HK-3836X, HK-3837X y HK-3756X |

## Socios
- Air France
- Avianca Cargo
- British Airways
- DHL
- Iberia
- KLM
- Turkish Airlines

## Antiguos destinos
| Países                    | Destinos                | Aeropuertos                                              |
| Norteamérica              | Norteamérica            | Norteamérica                                             |
| ------------------------- | ----------------------- | -------------------------------------------------------- |
| Estados Unidos            | Miami                   | Aeropuerto Internacional de Miami                        |
| México                    | Acapulco                | Aeropuerto Internacional de Acapulco                     |
| México                    | Ciudad de México        | Aeropuerto Internacional de la Ciudad de México          |
| México                    | Mérida                  | Aeropuerto Internacional de Mérida                       |
| Centroamérica y El Caribe |                         |                                                          |
| Aruba                     | Oranjestad              | Aeropuerto Internacional Reina Beatriz                   |
| Barbados                  | Bridgetown              | Aeropuerto Internacional Grantley Adams                  |
| Costa Rica                | San José                | Aeropuerto Internacional Juan Santamaría                 |
| Cuba                      | La Habana               | Aeropuerto Internacional José Martí                      |
| Curazao                   | Willemstad              | Aeropuerto Internacional Hato                            |
| Guatemala                 | Ciudad de Guatemala     | Aeropuerto Internacional La Aurora                       |
| Panamá                    | Ciudad de Panamá        | Aeropuerto Internacional de Tocumen                      |
| República Dominicana      | Punta Cana              | Aeropuerto Internacional de Punta Cana                   |
| Sudamérica                |                         |                                                          |
| Bolivia                   | La Paz                  | Aeropuerto Internacional El Alto                         |
| Bolivia                   | Santa Cruz de la Sierra | Aeropuerto Internacional Viru Viru                       |
| Colombia                  | Arauca                  | Aeropuerto Santiago Pérez Quiroz                         |
| Colombia                  | Barranquilla            | Aeropuerto Internacional Ernesto Cortissoz               |
| Colombia                  | Bogotá                  | Aeropuerto Internacional El Dorado (HUB)                 |
| Colombia                  | Bucaramanga             | Aeropuerto Internacional Palonegro                       |
| Colombia                  | Cali                    | Aeropuerto Internacional Alfonso Bonilla Aragón          |
| Colombia                  | Cartagena               | Aeropuerto Internacional Rafael Núñez                    |
| Colombia                  | Cúcuta                  | Aeropuerto Internacional Camilo Daza                     |
| Colombia                  | Isla de San Andrés      | Aeropuerto Internacional Gustavo Rojas Pinilla           |
| Colombia                  | Leticia                 | Aeropuerto Internacional Alfredo Vásquez Cobo            |
| Colombia                  | Mitú                    | Aeropuerto Fabio Alberto León Bentley                    |
| Colombia                  | Montería                | Aeropuerto Internacional Los Garzones                    |
| Colombia                  | Pasto                   | Aeropuerto Antonio Nariño                                |
| Colombia                  | Pereira                 | Aeropuerto Internacional Matecaña                        |
| Colombia                  | Popayán                 | Aeropuerto Guillermo León Valencia                       |
| Colombia                  | Puerto Asís             | Aeropuerto Tres de Mayo                                  |
| Colombia                  | Puerto Carreño          | Aeropuerto Germán Olano                                  |
| Colombia                  | Quibdo                  | Aeropuerto El Caraño                                     |
| Colombia                  | Riohacha                | Aeropuerto Almirante Padilla                             |
| Colombia                  | Santa Marta             | Aeropuerto Internacional Simón Bolívar                   |
| Colombia                  | Valledupar              | Aeropuerto Alfonso López Pumarejo                        |
| Colombia                  | Villavicencio           | Aeropuerto Vanguardia                                    |
| Colombia                  | Yopal                   | Aeropuerto El Alcaraván                                  |
| Ecuador                   | Guayaquil               | Aeropuerto Internacional José Joaquín de Olmedo          |
| Ecuador                   | Quito                   | Aeropuerto Internacional Mariscal Sucre                  |
| Perú                      | Lima                    | Aeropuerto Internacional Jorge Chávez                    |
| Perú                      | Pisco                   | Aeropuerto Capitán FAP Renán Elías Olivera               |
| Venezuela                 | Barcelona               | Aeropuerto Internacional General José Antonio Anzoátegui |
| Venezuela                 | Caracas                 | Aeropuerto Internacional de Maiquetía Simón Bolívar      |
| Venezuela                 | Maracaibo               | Aeropuerto Internacional La Chinita                      |
| Venezuela                 | Valencia                | Aeropuerto Internacional Arturo Michelena                |

## Accidentes e incidentes
- El 11 de diciembre de 1991, un Curtiss C-46 Commando (matrícula HK-2716) se estrelló contra una colina durante la aproximación al Aeropuerto Internacional El Dorado. Los 8 ocupantes fallecieron.[6]

- El 31 de enero de 2001, un Sud Aviation Caravelle se estrelló cerca del Aeropuerto El Alcaraván mientras intentaba realizar un aterrizaje de emergencia. Tres de los seis ocupantes fallecieron.[7]

- El 18 de diciembre de 2003, el vuelo 4246 de LAS, un Douglas DC-9-15F (matrícula HK-4246X), se estrelló cerca de Mitú, causando la muerte de los 3 ocupantes a bordo.[8]

- El 28 de mayo de 2018, un Boeing 727-200F (matrícula HK-4637) sufrió un aterrizaje brusco en el Aeropuerto Internacional El Dorado, lo que provocó el colapso del tren de nariz al tocar tierra. Los 5 miembros de la tripulación resultaron ilesos y la aeronave fue reparada.[9]

- El 20 de octubre de 2020, el mismo 727 de antes, HK-4637, se salió de la pista del Aeropuerto Internacional Arturo Michelena durante el aterrizaje. El tren de aterrizaje de la aeronave resultó dañado debido a la hierba mojada.[10]Los 3 miembros de la tripulación resultaron ilesos y la aeronave fue reparada nuevamente.